# Божі машини
«Божі машини» (угор. Isten gépei) — науково-фантастичний роман угорського письменника Брендона Гаккетта, вперше надрукований 2008 року як частина серії «Фантастичні книги Космосу». 2011 року видавництво Metropolis Media також опублікувала вище вказаний роман у форматі електронної книги.

## Стислий сюжет
Роман розповідає про розвиток технологій, в якому розкривається добре визначене трансгуманістичне бачення майбутнього, а центральною темою роману є технологічна сингулярність. Починаючи з розвитку технологій, роман розглядає те, ким стає і може стати людина та людське суспільство за змінених обставин. Персонажі «Божих машин» мають і використовують фантастичні можливості для формування себе та свого оточення. У світлі матеріального світу та влади над власною біологічною істотою лише деякі з них задаються питанням, чи можуть вони все ще вважати себе «людьми» після змін.
Головна героїня — генетично модифікована людина (людина-жінка, дівчина на початку подій), яка наділена значно вищим інтелектом, ніж її сучасники. З іншими героями та подіями роману ми можемо познайомитися очима іншої головної героїні, людини (також жінки), яка свідомо покинула своє біологічне тіло. Роман не охоплює велику відстань у суб’єктивному часі (наш головний герой встигає лише подорослішати), але досягнутий таким чином технологічний прогрес досягає того, що Азімов хотів досягти п’ятдесят років тому. Отримана технологічна унікальність унеможливлює лінійне спостереження за розвитком, натомість у своїй фрагментованій структурі роман надає послідовні описи, подібні до нерухомих зображень, того, де знаходиться суспільство у сфері можливостей, які надає технологія.

## Відзнаки
У 2009 році роман отримав премію Петера Жолдоша.

### Критика роману
- A jövő vázlatai (угор.)
- Fairylona blog (угор.)
- Digitális Búsképű Lovag (угор.)
- Eltűnhet a Nap az égről (угор.)
- Transzhumán, poszthumán avagy a fejlődés ellen nincs gyógymód (Lawrence blogja) (угор.)
- Hondana (угор.)
- Sci-fi könyvek (угор.)
- Hová juttat egy Poszthumán döntés? (угор.)
- Sümegi Attila jegyzetei (угор.)
- Omegák és szingularitás (угор.)
- Csaba hétköznapjai (угор.)